# بيل بوي
بيل بوي (بالإنجليزية: Bill Bowe)‏ هو لاعب كرة قدم أسترالية أسترالي، ولد في 29 يناير 1879 في Maldon, Victoria ‏ في أستراليا، وتوفي في 11 مارس 1920 في Corowa ‏ في أستراليا.

## وصلات خارجية
- بيل بوي على موقع AustralianFootball.com (الإنجليزية)
- بيل بوي على موقع AFLtables.com (الإنجليزية)